# Firewatch
Firewatch – komputerowa gra przygodowa stworzona przez studio Campo Santo i wydana przez Panic Inc. na komputery z systemami Windows, Linux i OS X oraz na konsolę PlayStation 4. Premiera odbyła się 9 lutego 2016.
Gra opowiada o strażniku przeciwpożarowym imieniem Henry pracującym w Shoshone National Forest, rok po pożarach w parku Yellowstone w 1988 roku. Miesiąc po jego pierwszym dniu w pracy, dziwne rzeczy zaczynają się dziać z nim i jego przełożoną Delilah.
Firewatch zebrała pozytywne recenzje, zdobywając uznanie za swoją historię, postacie, dialogi i styl wizualny. Jednak obecność problemów technicznych i zakończenie gry były przedmiotem krytyki. Do końca 2016 roku gra sprzedała się w ponad milionie egzemplarzy.

## Rozgrywka
Firewatch to gra przygodowa przedstawiona z perspektywy pierwszej osoby. Akcja rozgrywa się latem 1989 roku. Gracz wciela się w Henry’ego, strażnika przeciwpożarowego w Shoshone National Forest. Podczas eksploracji pobliskiego terenu Henry odkrywa dziwne zjawiska, które są powiązane z plądrowaniem jego strażnicy, kiedy jest na patrolu oraz z nieznaną postacią obserwującą go z daleka. Jedyną formą komunikacji protagonisty jest walkie-talkie, którego używa do kontaktowania się z przełożoną Delilah. W trakcie gry gracz może wybierać z wielu opcji dialogowych, gdy odkryje nowe lokacje albo przedmioty, ale może również wstrzymać się od odpowiadania. Od wyborów gracza zależą relacje między postaciami. Wraz z postępem fabuły zostają odkryte dla gracza nowe tereny. Gra posiada również system dnia i nocy, ale czas zmienia się tylko, gdy gracz wypełni wszystkie cele przypisane do danej pory dnia.

## Fabuła
Akcja gry toczy się rok po pożarach w parku Yellowstone. Wiosną 1989 roku Henry podejmuje pracę jako strażnik przeciwpożarowy w Shoshone National Forest w stanie Wyoming. Chwilę przed tym jego żona zapadła na wczesną demencję. Pierwszego dnia w nowej pracy Delilah, obserwatorka z innej wieży strażniczej, kontaktuje się z nim przez krótkofalówkę i prosi o zbadanie nielegalnych fajerwerków nad jeziorem. Henry odkrywa parę nastoletnich dziewcząt, które oskarżają go o namolność. W drodze do domu napotyka zamkniętą jaskinię i zauważa obserwującą go tajemniczą postać. Wraca do swojej wieży strażniczej, aby odkryć, że została splądrowana. Następnego dnia Delilah prosi Henry’ego o zbadanie zepsutej linii komunikacyjnej. Bohater odkrywa, że została pocięta, i odnajduje notatkę podpisaną przez nastolatki. On i Delilah decydują się wystraszyć dziewczyny, ale kiedy Henry odkrywa, że obóz dziewcząt został splądrowany i opuszczony, zaczynają się martwić.
Henry znajduje stary plecak i jednorazowy aparat fotograficzny należący do chłopca o imieniu Brian Goodwin, który według Delilah był synem Neda, byłego obserwatora. Ned był miłośnikiem przyrody, który pił dużo alkoholu z powodu swoich traumatycznych doświadczeń podczas wojny wietnamskiej, podczas gdy jego syn Brian lubił powieści fantasy i gry fabularne. Chociaż przyprowadzanie dzieci na wieże pracowników jest niezgodne z zasadami, Delilah lubiła Briana i kłamała na temat jego obecności. On i Ned opuścili park nagle i nigdy nie wrócili. Tymczasem zgłoszono zaginięcie nastoletnich dziewcząt. Obawiając się dochodzenia, Delilah fałszuje raporty, mówiąc, że ani ona, ani Henry nie spotkali dziewczyn.
Dwa miesiące po tym, jak Henry rozpoczął pracę, na południe od jego wieży wybucha mały pożar. Dwa tygodnie później podczas łowienia ryb Henry odkrywa radio i notatnik z zapiskami, w tym jego rozmowy z Delilah. Nagle zostaje uderzony i traci przytomność. Kiedy się budzi, nie może znaleźć notatnika i radia. Na łące, o której jest mowa w zapiskach, znajduje ogrodzony rządowy teren badawczy. Włamuje się i odkrywa sprzęt do monitoringu oraz raporty szczegółowo opisujące rozmowy i życie prywatne jego i Delilah. Odkrywa też urządzenie śledzące, które zabiera ze sobą. Henry i Delilah rozmawiają o zniszczeniu obozu rządowego, ale decydują się temu przeciwstawić. Gdy Henry wraca do domu, ktoś podpala obóz.
Następnego dnia Henry używa urządzenia namierzającego, aby znaleźć plecak z kluczem do zamkniętej jaskini. Delilah donosi o zauważonej postaci w wieży Henry’ego; Kiedy Henry przybywa, znajduje walkmana przyklejonego do drzwi z obciążającym nagraniem dyskusji Henry’ego i Delilah o zniszczeniu obozu rządowego. Następnego dnia ktoś podszywający się pod Henry’ego dzwoni do innego obserwatora i twierdzi, że Delilah zna przyczynę pożaru stacji, co stawia ją i Henry’ego w trudnej sytuacji.
Henry używa znalezionego klucza, aby wejść do jaskini, ale nagle ktoś go zamyka w środku. Głębiej w jaskini odkrywa ciało Briana, po czym ucieka z jaskini. Następnego dnia wszystkim obserwatorom zostaje wydany rozkaz ewakuacji, ponieważ pożar, który Henry zauważył wcześniej, wymknął się spod kontroli. Gdy Henry przygotowuje się do wyjścia, urządzenie śledzące zaczyna wydawać dźwięk. Podąża za sygnałem i odkrywa taśmę Neda. Ned twierdzi, że śmierć Briana była przypadkowa, a chłopiec upadł z powodu braku doświadczenia we wspinaczce.
Nie chcąc wracać do społeczeństwa po śmierci Briana, od tamtej pory Ned potajemnie mieszkał w okolicy. Decydując się na zapuszczenie się głębiej w tereny niezamieszkałe, Ned ostrzega Henry’ego, aby go nie szukał. Henry znajduje prowizoryczny bunkier Neda wraz z przedmiotami skradzionymi z obozu rządowego, wież obserwacyjnych i od dziewczyn. W międzyczasie Delilah potwierdza, że nastolatki zostały znalezione bezpieczne. Obóz rządowy po prostu badał dziką przyrodę; Ned używał swojego sprzętu radiowego, aby upewnić się, że nikt go nie szuka, i stworzyć transkrypcje, aby odstraszyć Henry’ego. Pomimo wyznania Neda Delilah obwinia go o śmierć Briana i wylatuje helikopterem. Henry idzie do jej wieży, po czym się ewakuuje.

## Produkcja

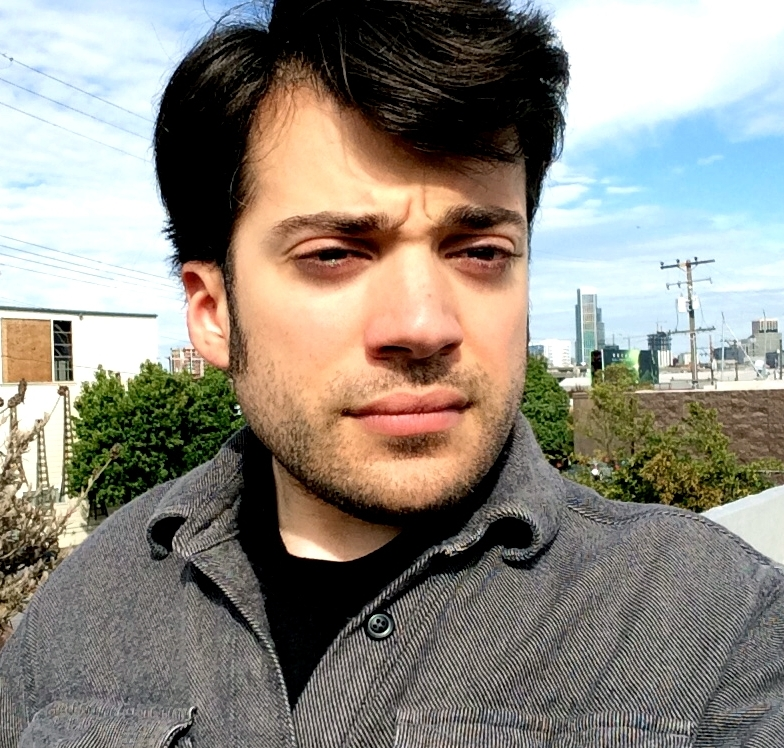
Chris Remo - kompozytor ścieżki dźwiękowej

Firewatch to pierwsza gra amerykańskiego studia Campo Santo. Wśród twórców są m.in. Jake Rodkin i Sean Vanaman, którzy byli kreatywnymi liderami w The Walking Dead, Nels Anderson (główny projektant Mark of the Ninja), Chris Remo (kompozytor Gone Home) i artysta Olly Moss. Chris Remo był zaangażowany w wiele aspektów projektowania, a także skomponował ścieżkę dźwiękową. Rozwój Firewatch rozpoczął się od pojedynczego obrazu Mossa. Jane Ng, główna projektantka środowiska w Campo Santo, otrzymała zadanie przeniesienia pracy Mossa do gry 3D przy jednoczesnym zachowaniu jego stylizowanej wizji artystycznej. Moss, który wcześniej był znany głównie ze swoich prac graficznych, dołączył do Vanamana i Rodkina, aby założyć Campo Santo po wielu latach pracy na peryferiach tworzenia gier. Tworząc obraz, Moss naśladował plakaty National Park Service z okresu Nowego Ładu zarówno pod względem palety kolorów, jak i ikonografii. Zespół programistów wybrał się na wycieczkę do Parku Narodowego Yosemite w poszukiwaniu inspiracji do gry, gdzie odwiedził wieżę obserwacyjną, która później posłużyła jako wzorzec do jej odpowiednika w grze wideo. Inna inspiracja dla gry pochodziła z doświadczeń Vanamana i Andersona dorastających w wiejskich regionach stanu Wyoming.
Firewatch działa na silniku gry Unity. Ng nie była zadowolona z narzędzi do tworzenia drzew i dlatego stworzyła ręcznie model 23 rodzajów drzew, które zostały umieszczone w grze 4600 razy. Zastosowano również niestandardowy moduł cieniujący, aby uzyskać bardziej stylizowane i uproszczone liście. Wieże obserwacyjne w grze zostały zbudowane zgodnie ze specyfikacjami rządowymi, przy użyciu standardowego rozmiaru drewna.
Rozmowy prowadzone przez walkie-talkie były inspirowane podobnym systemem w BioShock między postacią gracza a Atlasem, a także systemem dialogowym z The Walking Dead. W pewnym momencie planowano, że protagonista będzie w stanie komunikować się z wieloma postaciami, takimi jak wędrowcy, ale pomysł został odrzucony ze względu na koszt i harmonogram, z którym zespół pracował. Twórcy mieli nadzieję uniknąć synchronizacji ust i zminimalizować ilość potrzebnej animacji ze względu na ograniczony rozmiar zespołu i zasoby. Deweloperzy obsadzili Cissy Jones, która pojawiła się wcześniej w The Walking Dead, jako głos Delilah. Znalezienie aktora głosowego dla Henry’ego zajęło więcej czasu; ostatecznie obsadzono Richa Sommera. Jones i Sommer nagrywali swoje kwestie w oddzielnych studiach, ale robili to używając rozmów konferencyjnych, aby osiągnąć bardziej naturalny kontakt. Aktorzy postanowili nie spotykać się podczas produkcji, aby zachować dystans między swoimi postaciami.
W pierwszym rozdziale gry gracz może usłyszeć piosenkę „Push Play” z albumu synthwave Let’s Get Electric z 2014 roku grupy Joy Chun i Nate Bosley, która przedstawia fikcyjny zespół synthpop z lat 80. znany jako Cheap Talk. „Tell It to My Heart” piosenkarki Taylor Dayne zostało użyte jako element zastępczy, ale Vanaman przyznał, że piosenka była zbyt przytłaczająca i kosztowałaby zbyt dużo licencji. Uświadomiwszy sobie, że zlecenie utworu również byłoby zbyt kosztowne, Remo zaczął szukać utworu w stylu lat 80. stworzonego przez niezależnego artystę, co doprowadziło do użycia „Push Play”. Utwór zawiera połączenie gitary elektrycznej i akustycznej, basu i pianina elektrycznego, z samplami Fendera Rhodesa jako substytutu prawdziwego fortepianu. Remo osobiście zagrał na wszystkich instrumentach.
Prace nad grą zostały ogłoszone w marcu 2014 roku ze wstępną datą premiery ustaloną na 2015 rok. Na Game Developers Conference Campo Santo zorganizowało publiczną wersję demo, a Ng poprowadziła panel dyskusyjny dotyczący projektu i estetyki gry zatytułowany The Art of Firewatch. W czerwcu 2015 roku zespół odwiedził Electronic Entertainment Expo. Tam potwierdzili, że będą przenosić grę na PlayStation 4, ale będzie to jedyna wersja na konsole. Jednak wersja na konkurencyjną Xbox One została później wydana 21 września 2016 roku i zawierała tryb z komentarzem twórców i swobodną wędrówkę. Z powodu problemów z kryterium ocen gra została opóźniona w Europie do 30 września, a w Australii i Nowej Zelandii do 14 października.
Użytkownicy zestawów wirtualnej rzeczywistości HTC Vive i Oculus Rift mogą zwiedzać wieżę widokową Henry’ego, korzystając z aplikacji Steam Destinations. W tym celu scena została przebudowana na silniku gry Source. Firewatch został dostosowany do PlayStation 4 Pro w dniu premiery 10 listopada, z ulepszoną wydajnością dzięki rozdzielczości 4K i obrazowaniu w szerokim zakresie dynamicznym. Tryb swobodnej wędrówki został dodany na PlayStation 4 Pro i Steam wkrótce potem. Współpracując z dystrybutorem Limited Run Games, Campo Santo rozprowadziło mniej niż dziesięć tysięcy fizycznych kopii gry na PlayStation 4. 4800 kopii zostało udostępnionych do zamówienia na stronie internetowej Limited Run Games w dniu 16 grudnia 2016 roku, a 2500 zostało sprzedanych za pośrednictwem sklepu internetowego Campo Santo od 16 stycznia 2017 roku. W kwietniu 2018 roku Campo Santo ogłosiło, że gra ukaże się na Nintendo Switch jeszcze w tym roku. Później napisano, że port Nintendo Switch jest mocno zoptymalizowaną wersją gry, a aktualizacja będzie również dostępna na inne platformy. Dodatkowo wersja Nintendo Switch zawiera kilka ekskluzywnych elementów. Campo Santo później potwierdził za pośrednictwem Twittera ogólnoświatową datę premiery portu Nintendo Switch na 17 grudnia 2018 roku. W tym samym roku Valve wykupiło Campo Santo.

## Odbiór gry
Firewatch otrzymał w większości pozytywne oceny. Krytycy chwalili ją za oprawę graficzną, świat gry, postacie oraz dialogi, podczas gdy krytyka spadła na nieudane zakończenie gry. Agregaty GameRankings oraz Metacritic także pozytywnie oceniły grę. Otrzymała ona odpowiednio 84,48% i 81 na 100 punktów dla wersji na komputery oraz 77,82% i 77 na 100 punktów dla wersji na konsolę PlayStation 4. Miesiąc po premierze firma Panic Inc. poinformowała, że sprzedano 500 tys. egzemplarzy gry. Do końca roku sprzedano ponad milion egzemplarzy.
Steven Hansen z Destructoid z zadowoleniem przyjął rozgrywkę opartą na drzewku dialogowym opartym na wyborach, chwaląc same dialogi, a także dubbing bohaterów. Jak stwierdził Hansen, najbardziej imponującym osiągnięciem w grze była spójność tematyczna, która miała obracać się wokół narzuconej sobie izolacji. Jego zdaniem ścieżka audio wywołała strach w stylu Hitchcocka. Recenzując Firewatch, Jeff Cork napisał: zostałem natychmiast wciągnięty w świat gry, częściowo ze względu na siłę jej prostych dialogów, a także z powodu nowości, jaką jest wzięcie udziału w czymś tak przyziemnym. Cork zauważył, że jego interaktywny dialog, choć prosty, tchnie życie w grę i nazwał rozmowy naturalnymi i wciągającymi. Lubił eksplorować leśne tereny, ale ostatecznie ocenił zakończenie jako niezadowalające.
Scott Butterworth z GameSpot uważał, że analogowe narzędzia nawigacyjne – ręczny kompas i papierowa mapa – są wciągające, ale czasami frustrujące. Odkrył, że wizualne piękno scenerii pozwala na bardziej satysfakcjonującą formę eksploracji i że projekt dźwiękowy dopełnia głębię jej atmosfery. Ocenił rozwój relacji pomiędzy postaciami jako odważny i godny podziwu. Jego zdaniem jest to refleksja nad tym, jak dwoje ludzi zaczyna ufać sobie nawzajem i troszczyć się o siebie. Według Butterwortha, gra głosowa była genialna i zawierała emocjonalne niuanse, dzięki czemu poczuł silne przywiązanie do postaci. Justin Towell z GamesRadar opisał Firewatch jako jedno z najbardziej fascynujących doświadczeń, jakie kiedykolwiek doznał. Pochwalił dubbing za odpowiednie zdefiniowanie cech osobowości każdej postaci. Towell dodał, że muzyka dobrze służyła atmosferze. Jednak zdyskredytował kilka zauważalnych problemów z ciągłością, które pozostawiły go rozczarowanym.
Ryan McCaffrey z IGN pochwalił poczucie realizmu wywołane przez otoczenie, pomimo stylizowanego projektu poziomów i grafiki. Zaaprobował również scenariusz, mówiąc, że gra głosowa jeszcze bardziej je wzmocniła. Na temat fabuły McCaffrey powiedział: jest napięta, przerażająca i zabawna – czasami wszystko w ciągu kilku minut. Niewiele gier może to z powodzeniem twierdzić. Uznał zakończenie za polaryzujące ze względu na obiecującą eskalację historii. Colin Campbell z Polygon docenił wykorzystanie humoru i empatii w dialogach, uznał tajemnicę gry za udaną, a historię za elegancką i satysfakcjonującą. Skrytykował zakończenie, uznając je za nieudane.